# Jogos Pan-Africanos de 1991
Os Jogos Pan-africanos de 1991 foram realizados na cidade de Cairo, no Egito, entre 20 de setembro e 10 de outubro.
Como a primeira edição sob a nova estrutura que regularizou as realizações para cada quatro anos, esta teve como campeões do futebol masculino a seleção camaronesa. No hóquei sobre grama, os vencedores foram os egípcios. Nesta edição, a Namíbia estreou como participante, atingindo a nona colocação no quadro de medalhas.

## Quadro de medalhas
País sede destacado. 
| Ordem | País                           | Medalha de ouro | Medalha de prata | Medalha de bronze | Total |
| ----- | ------------------------------ | --------------- | ---------------- | ----------------- | ----- |
| 1     | Egito                          | 90              | 53               | 52                | 195   |
| 2     | Nigéria                        | 43              | 51               | 43                | 137   |
| 3     | Argélia                        | 29              | 37               | 36                | 102   |
| 4     | Quénia                         | 13              | 17               | 18                | 48    |
| 5     | Argélia                        | 8               | 3                | 13                | 24    |
| 6     | Tunísia                        | 6               | 4                | 10                | 20    |
| 7     | Costa do Marfim                | 4               | 5                | 3                 | 12    |
| 8     | Etiópia                        | 4               | 3                | 5                 | 12    |
| 9     | Namíbia                        | 4               | 2                | 6                 | 12    |
| 10    | Senegal                        | 3               | 4                | 11                | 18    |
| 11    | Gana                           | 2               | 4                | 6                 | 12    |
| 12    | Angola                         | 2               | 3                | 5                 | 10    |
| 13    | Moçambique                     | 2               |                  |                   | 2     |
| 14    | Maurícia                       | 1               | 5                | 6                 | 12    |
| 14    | Camarões                       | 1               | 4                | 10                | 15    |
| 16    | Tanzânia                       | 1               | 3                | 1                 | 5     |
| 17    | Uganda                         | 1               | 1                | 2                 | 4     |
| 18    | Gabão                          | 1               |                  | 3                 | 4     |
| 18    | Zâmbia                         | 1               |                  | 3                 | 4     |
| 20    | Lesoto                         |                 | 3                | 3                 | 6     |
| 21    | Moldávia                       |                 | 2                | 9                 | 11    |
| 22    | Líbia                          |                 | 1                | 5                 | 6     |
| 23    | Seicheles                      |                 | 1                | 2                 | 3     |
| 24    | República Centro-Africana      |                 | 1                |                   | 1     |
| 24    | Serra Leoa                     |                 | 1                |                   | 1     |
| 26    | Burquina Fasso                 |                 |                  | 2                 | 2     |
| 26    | República Democrática do Congo |                 |                  | 2                 | 2     |
| 28    | Botswana                       |                 |                  | 1                 | 1     |
| 28    | Congo                          |                 |                  | 1                 | 1     |
| 28    | Eswatini                       |                 |                  | 1                 | 1     |
| TOTAL | TOTAL                          | 236             | 207              | 257               | 700   |